# Видлич
Видлич је планина у Србији и Бугарској, источно од Пирота, између токова Нишаве и Височице, притоке Темштице (Темске). Највиши врхови су Гувниште 1413 м, Басарски камен 1377 м, Велика стена 1329 м, Големи врх 1371 м, Смиловски камен 1348 м. Југоисточни део планинског гребена пресечен је државном границом према Бугарској. Највиши врх у Бугарској је Вучи баба.
Припада мезозојској зони западног Балкана. У геолошком и тектонском погледу, Видлич представља навлаку, која је навучена преко старопланинске зоне. Дуж раседа на јужној страни развио се низ удолина: димитровградска, пиротска, ђурђевопољска и белопаланачка. Дуж раседа је и појас терми, Даг-Бањица у долини Градашничке реке и Бањица код Пирота.
Видлич је делом обешумљен без површинског отицања на простору од 141 km², неплодан и осим југосточног дела ненастањен. Овде се налази Јеловичко врело.

## Галерија
- Крашко удубљење (вртача) у подножју Видлича.
- Поглед на планину са стазе која води ка видиковцу Козји камен.
- Басарски камен априла 2021.г.
- Басарски камен август 2021.г.